# Drum (shag)

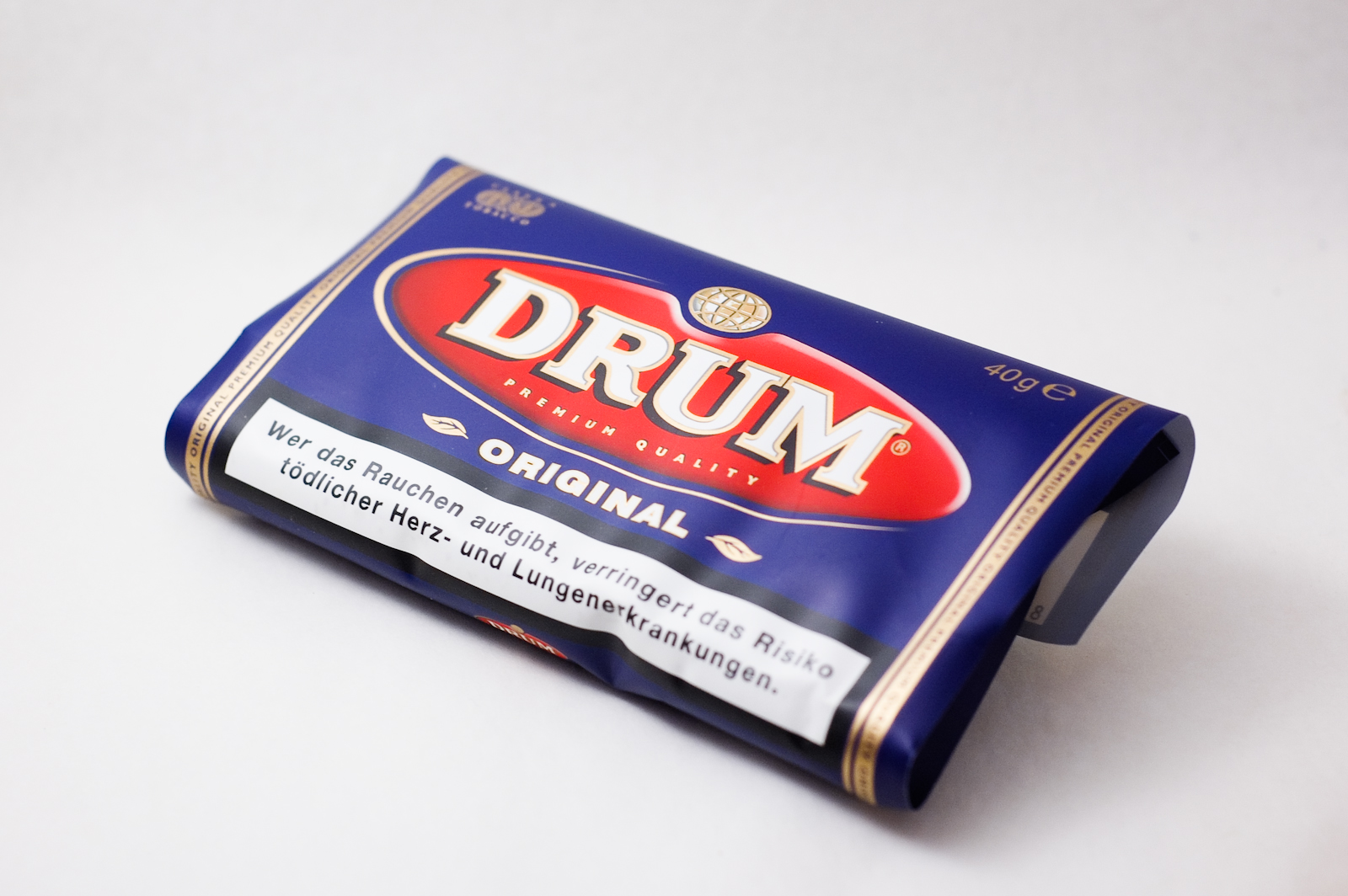

Drum is een van de meest verkochte soorten shag in Nederland. Het is oorspronkelijk een merk van Douwe Egberts, maar werd verkocht in verband met de overname van DE door Sara Lee Corporation. Het merk werd eigendom van het Britse Imperial Brands, voor 2016 Imperial Tobacco. De tabak is te verkrijgen in verschillende soorten, variërend van lichte tot zware shag.
De gebruikelijke leveringsvorm voor shag was lange tijd een verpakking van 50 gram. Uit marketingoverwegingen zat er anno 2015 nog ongeveer 30 gram shag in een standaard pakje Drum. Soms werd vanwege een accijnsverhoging de hoeveelheid tabak wat verminderd, een andere maal ging de prijs omhoog.

## Trivia
- In de film Pulp Fiction komt een pakje Drum prominent in beeld[1] als het merk dat Vincent Vega rookt. Vega (gespeeld door John Travolta) komt net terug van een reis naar Amsterdam.[2]